# Owein, of de gravin van de bron

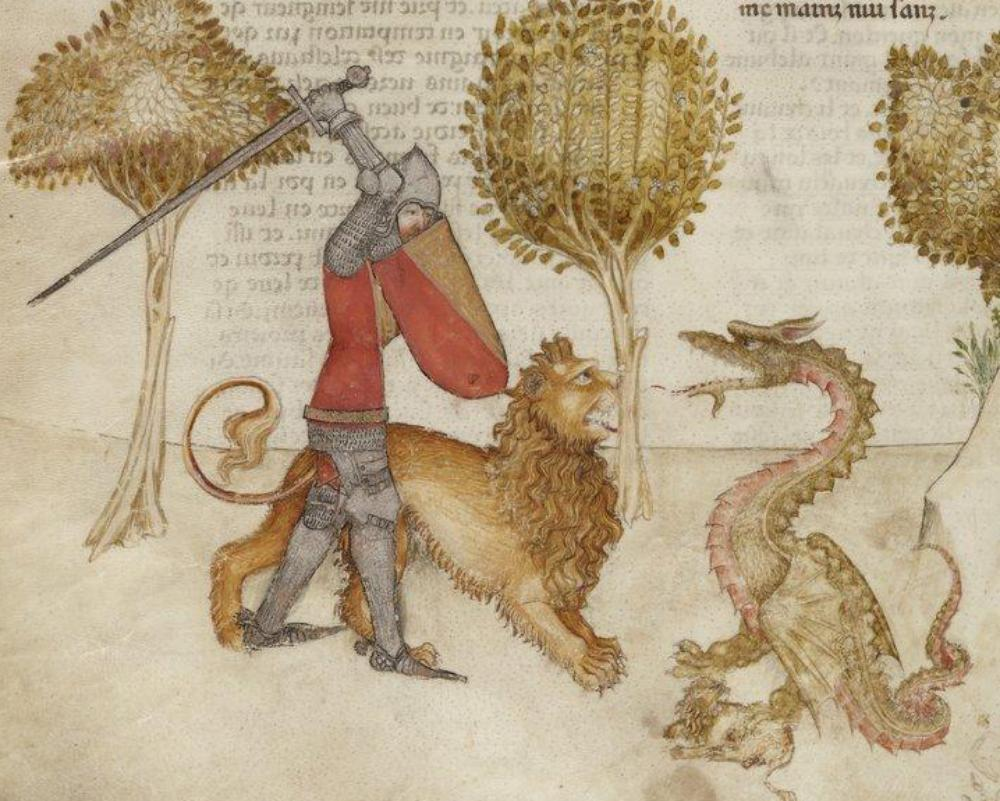
Ywain en zijn leeuw in gevecht met een draak, 14e-eeuwse Italiaanse kopie, Queste del Saint Graal/Tristan de Léonais, tussen 1380 en 1385

Owein, of de Gravin van de Bron (Welsh: Owain, neu Iarlles y Ffynnon) is een verhaal in de middeleeuwse Mabinogion. Het personage Owein is gebaseerd op de historische Owein mab Urien (Owein zoon van Urien), die in ca. 595 is gestorven. Chrétien de Troyes schreef ca. 1176 over hem de roman Ywein: Le Chevalier au Lion, dat op dit verhaal lijkt.

## Verhaal
Koning Arthur (in dit verhaal wordt hij zelfs een keizer genoemd) zit op een dag in Caer Llion ar Wysg (Caerleon aan de Usk) in een kamer met Owein zoon van Uryen kleinzoon van Kynverchin (Kynvarch), Kynon zoon van Clydno en Kei zoon van Kynyr, als Kynon een verhaal begint te vertellen in ruil voor lekker eten en mede. Kynon vertelt hoe hij tijdens een reis bij een burcht kwam waar hij vriendelijk werd ontvangen en hem de weg werd gewezen om iemand te ontmoeten om zijn krachten te meten. Zo kwam hij de volgende dag bij een grafheuvel, waarop een reusachtige, zwarte man stond met een oog in zijn voorhoofd, een been, een ijzeren speer en een knots. Die wees hem de weg naar een plek met in het midden een grote, groene boom met aan de voet een bron. Naast de bron lag een marmeren steen waar aan een zilveren ketting een zilveren kom bovenop stond. Kynon schepte met de kom water uit de bron, gooide het water over de steen en toen begon het te donderen en hagelstenen te regenen. De boom verloor al zijn bladeren en toen het onweer voorbij was kwamen er vogels op de takken zitten zingen. Daarop verscheen een zwarte ridder op een zwart paard, zijn uitdager en Kynon werd door hem op de grond geworpen. Kynon keerde terug naar het kasteel, waar hij weer de nacht doorbracht en de volgende dag met een mooi paard naar huis terugkeerde.
Na het horen van dit verhaal gaat Owein de volgende dag direct zelf op onderzoek uit. Owein maakt dezelfde reis, maar weet de zwarte ridder te overwinnen en reist door naar de stad, waar de dodelijk gewonde ridder heen was gevlucht. Owein komt vast te zitten tussen de poortdeur en het valhek, dat achter hem was neergelaten, waardoor z'n paard in tweeën is gekliefd. Een vrouw, Luned, schiet hem te hulp en geeft hem een ring, die hem onzichtbaar kan maken. Zo weet hij ongezien in de kamer van Luned te komen. 's Nachts ziet Owein door het raam de uitvaart van de heer van de stad, de zwarte ridder die Owein verslagen heeft. Zijn echtgenote, de gravin van de bron, is eerst vol verdriet, maar haar dienares Luned weet haar over te halen te huwen met de man, die sterker was dan haar vorige echtgenoot. Owein en de gravin van de bron trouwen en hij blijft drie jaar bij haar.
Arthur gaat op zoek naar zijn ridder en komt met zijn mannen bij de bron. Kei roept de zwarte ridder op en bijt in het stof, dan probeert Gwalchmei (Gawan, Walewein) de bewaker van de bron te overwinnen en ze vechten dagenlang, tot de neven achter elkaars identiteit komen en elkaar in de armen vallen. Owein neemt hen mee naar de gravin en ze staat hem toe drie maanden naar Arthurs hof terug te keren. Maar het worden drie jaar. Op een dag komt een jonkvrouw naar Arthurs hof en trekt er de ring van Oweins vinger en noemt hem een valse, verraderlijke misleider. Owein herinnert zich alles weer duidelijk en gaat de volgende dag op pad. Hij redt een gravin, die weduwe was geworden en door een graaf belegerd werd en daarna een witte leeuw van een slang, die hem nooit wil laten gaan. De leeuw wordt zijn trouwe kompaan. Owein ontmoet Luned, die gevangengezet is wegens Oweins verdwijning. Ze wijst hem de weg naar een kasteel en hij helpt de kasteelheer door met hulp van de leeuw zijn zonen te bevrijden uit handen van een reus. Owein is op tijd terug bij Luned, want ze zou juist in het vuur worden geworpen. Owein verslaat met hulp van de leeuw haar belagers. Ze gaan naar de gravin van de bron en trekken vervolgens met z'n allen naar Arthurs hof. Owein trekt nog ten strijde tegen de Zwarte Onderdrukker, die vierentwintig jonkvrouwen in gijzeling houdt. Na diens verlies worden de vrouwen vrijgelaten en belooft de onderdrukker zijn leven te beteren. Met de vrouwen gaat Owein naar Arthurs hof, waar hij met zijn gravin verblijft, tot hij terugkeert naar zijn eigen land, met driehonderd zwaarden van zijn grootvader Kynverchin en zijn onoverwinnelijke raven.